# Richard Heuser

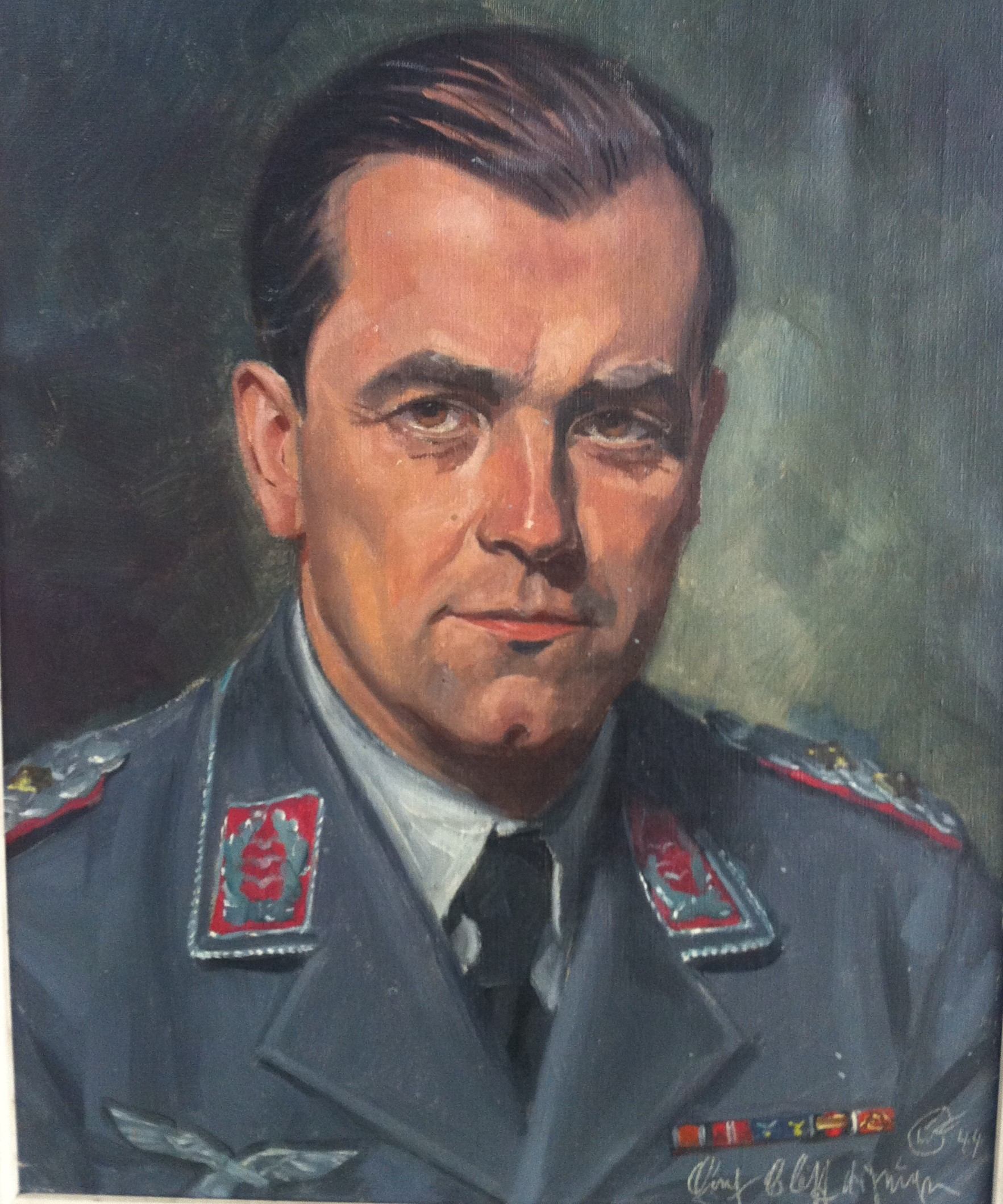
Richard Heuser – 1944

Richard Heuser (* 5. Juli 1905 in Großauheim, heute Hanau; † 25. Oktober 1988 in Sachrang) war ein deutscher Offizier, zuletzt Brigadegeneral der Bundeswehr, und Pilot.

## Leben

### Reichswehr
Heuser, Sohn eines Fabrikbesitzers, war 1923/24 Zeitfreiwilliger. 1926 trat er in die Reichswehr ein. Von 1926 bis 1933 diente er als Infanterie-Offizier. 1930 wurde er zum Leutnant befördert. 1933 absolvierte er eine fliegerische Ausbildung. Von 1934 bis 1936 diente er als Luftwaffen-Offizier.

### Wehrmacht
1936/37 besuchte er die Luftkriegsakademie Berlin-Gatow. Von 1938 bis 1940 tat er Dienst in einer Stabsstelle. 1939 folgte die Beförderung zum Hauptmann. Am 1. September trat er als Major den Posten als Erster Generalstabsoffizier in der 1. Fliegerdivision der Luftflotte 1 an und nahm mit dieser am Überfall auf Polen teil, bevor er am 14. März 1940 die Aufgabe eines Staffelkapitäns in der Aufklärungsgruppe 10 ausübte. Mit dieser nahm er am Westfeldzug teil, bevor er am 31. August 1940 in den Stab des II. Fliegerkorps wechselte. Dieses nahm an der Luftschlacht um England teil. 1940/41 war er Lehrer an der Heereskriegsakademie in Berlin-Moabit. 1941/42 war er Erster Generalstabsoffizier (Ia) der Luftflotte 1 und von 1943 bis 1945 Chef der Chefabteilung im Reichsluftfahrtministerium in Berlin. 1942 wurde er mit dem Deutschen Kreuz in Gold ausgezeichnet. Im Jahr 1943 erfolgte die Beförderung zum Oberst i. G. 1945 war er noch Chef des Stabes der Luftflotte bzw. des Luftwaffenkommandos 4 in Hörsching.

### Nachkriegszeit
Von 1947 bis 1952 verdiente Heuser seinen Lebensunterhalt als Skilehrer, Bergführer und Vertreter.

### Bundeswehr
1952 wurde Heuser bei der Dienststelle Blank in Bonn angestellt und dann in das Bundesverteidigungsministerium übernommen. Dort gehörte er dem Ausschuss Innere Führung an. 1953 wurde er Referatsleiter Ausbildung.
1955 erfolgte Heusers Beförderung zum Brigadegeneral. Er war von 1955 bis 1958 stellvertretender Chef des Stabes Luftverteidigung beim Supreme Headquarters Allied Powers Europe (SHAPE) in Paris. Von 1958 bis 1961 war er Kommandeur der Offizierschule der Luftwaffe (OSLw) in Neubiberg. Von 1961 bis 1964 war er Chef Air Defence Division AIRCENT in Fontainebleau bei Paris. Am 21. September 1964 wurde er mit dem Großen Verdienstkreuz des Verdienstordens der Bundesrepublik Deutschland ausgezeichnet.